# Adrián de Loyarte
Adrián de Loyarte Esnal (San Sebastián, 5 de marzo de 1882 - San Sebastián, 29 de octubre de 1962) fue un escritor y periodista español. También firmaba sus obras con el seudónimo de Antón el de la Montaña.

## Carrera literaria
Cronista oficial de San Sebastián y Fuenterrabía, su primer artículo se publicó en la revista Euskal Erria y con este comenzó su larga andadura en las letras. Escribió en numerosos periódicos y revistas sobre temas del País Vasco: El Pueblo Vasco, El Diario Vasco, La Gaceta del Norte, El Noticiero Bilbaino, Diario de Navarra, ABC, Universo, La Época, Vida Vasca, La Esfera y Novedades, entre otros. De 1910 a 1918 fue director de la revista Euskal Erria.
Semanalmente participaba en un programa de radio, demostrando su saber hacer en temas de historia, sobre todo de la región y de San Sebastián. Fue delegado regio de enseñanza en la provincia de Guipúzcoa, cónsul de Guatemala, Concejal y Teniente de Alcalde del Ayuntamiento de San Sebastián (1920).
De carácter innovador y enérgico, organizó la Semana Musical, que luego sería la Quincena Musical.
Gracias a sus esfuerzos se colocó una lápida conmemorativa en casa de Vicente Manterola y en el jardín de la Catedral del Buen Pastor de San Sebastián los monumentos del propio Vicente de Manterola y del Padre Vinuesa.
Fue miembro de cinco Reales Academias, entre ellas la de Historia y la de Ciencia Moral y Política. También fue miembro de Eusko Ikaskuntza. En la época de Franco se le concedieron varias condecoraciones: la Encomienda de número de la Orden de Isabel la Católica (1914); la Encomienda de Alfonso X el Sabio; la Medalla de Oro del Centenario de San Sebastián y la Medalla pro Ecclesia et Pontífice.

## Obra
Publicó numerosos trabajos, entre ellos:
- Las veladas en los caseríos y en los pueblos y la trascendencia social en el País Vasco: discurso leído en el salón de actos del Instituto de Guipúzcoa con motivo de la celebración de las Fiestas de la Tradición del Pueblo Vasco (1905).
- Los últimos momentos de Sabino de Arana y Goiri: fundador y primer jefe del Partido Nacionalista Vasco. (1906, El Pueblo Vasco).
- Por la lengua euskera: la labor de don Julio Urquijo y su reciente obra. (1907).
- El Fuero guipuzcoano: impugnación del criterio de las izquierdas.(1909, Baroja e hijos).
- Donostiarras del siglo XIX (1913, Baroja e hijos).
- Figuras de la política española: Eduardo Dato-Iradier (1914, Libreria Baroja).
- El genio vasco en las épocas modernas (1917, Martín, Mena y Ca).
- Doctrina foral (1923, Martín, Mena y Ca,).
- Orígenes de la Historia de Guipúzcoa (1925/1926, Martín, Mena y Ca).
- Viaje del Rey Don Felipe V por Guipúzcoa (1927, Martín y Mena).
- Biografía de su majestad la reina María Cristina de Habsburgo Lorena (1936, Librería Internacional).
- Historia de Nuestra Señora del Coro y las Vírgenes donostiarras (1940).
- Episodios históricos (1941).
- Mártires de San Sebastián (1944).
- La catástrofe de San Sebastián en 1688 y el hecho milagroso del Cristo de la el Tipo: con documentos inéditos (1944, Gráficas Fides).
- Grandezas de la marina de guerra española (1946, Escelicer).
- Felipe III y Felipe IV en San Sebastián (1949, Relieve).
- La vida de la ciudad de San Sebastián: 1900-1950 (1950/1955).
- Mi alma: (poesías) (1953, Relieve).
- Mis poesías (1954, Relieve).
- Poemas y sinfonías (1955, Relieve).
- Sentimientos: (poesías) (1956, Relieve).
- Las grandes infamias: los que han combatido a la Compañía de Jesús (1956, Relieve).